# Strobilanthes oxycalycina
Strobilanthes oxycalycina är en akantusväxtart som beskrevs av John Richard Ironside Wood. Strobilanthes oxycalycina ingår i släktet Strobilanthes och familjen akantusväxter. Inga underarter finns listade i Catalogue of Life.